# Kalciumhypoklorit
Kalciumhypoklorit, Ca(ClO)2, är ett salt av kalcium och underklorsyrlighet (hypokloritsyra).

## Egenskaper
Kalciumhypoklorit är ett oxidationsmedel och blekmedel. Det är stabilare än natriumhypoklorit och innehåller mer hypoklorit per massenhet (kg). Ämnet har en stark lukt av klor då det reagerar med luftens koldioxid och bildar kalciumkarbonat och klorgas.
{\displaystyle {\rm {2\ Ca(ClO)_{2}+2\ CO_{2}\rightarrow 2\ CaCO_{3}+2\ Cl_{2}+O_{2}}}}

## Framställning
Kalciumhypoklorit kan framställas genom att leda klorgas genom en lösning av kalciumhydroxid under kylning.
{\displaystyle {\rm {2\ Ca(OH)_{2}+2\ Cl_{2}\rightarrow Ca(ClO)_{2}+CaCl_{2}+2\ H_{2}O}}}
I samma process bildas förutom kalciumhypoklorit och kalciumklorid (CaCl2) även klorkalk (CaCl[ClO]).
{\displaystyle {\rm {Ca(OH)_{2}+Cl_{2}\rightarrow CaCl(ClO)+H_{2}O}}}
Blekmedel baserade på kalciumhypoklorit innehåller ofta en blandning av alla dessa tre ämnen plus överbliven kalciumhydroxid.

## Klorkalk
Klorkalk är dubbelsaltet kalciumkloridhypoklorit CaCl(ClO), men brukar användas även för den blandning av kalciumklorid, kalciumhypoklorit och kalciumkloridhypoklorit som bildas när kalciumhydroxid kloreras.
Klorkalk kan användas som blekpulver och vid sanering av kemiska och biologiska vapen. I svenska försvarsmakten används personsaneringsmedel 104 som är en blandning av klorkalk och magnesiumoxid.

## Användning
- Kalciumhypoklorit används ofta för klorering av simbassänger och dricksvatten. En nackdel med kalciumhypoklorit är att kalcium gör vattnet hårt med risk för kalkutfällningar.
- Kalciumhypoklorit saluförs som blekpulver och används för blekning av bomull och linne.
- Substansen kan också användas för att producera kloroform om det får reagera med en enkel keton (till exempel aceton) eller alkohol.
- I förbränning med magnesium avger saltet ett starkt rödrosa sken, varför ämnet används inom pyroteknik.
- Ämnet används också som rengörings- och desinficeringsmedel